# Hong Kong Television Network

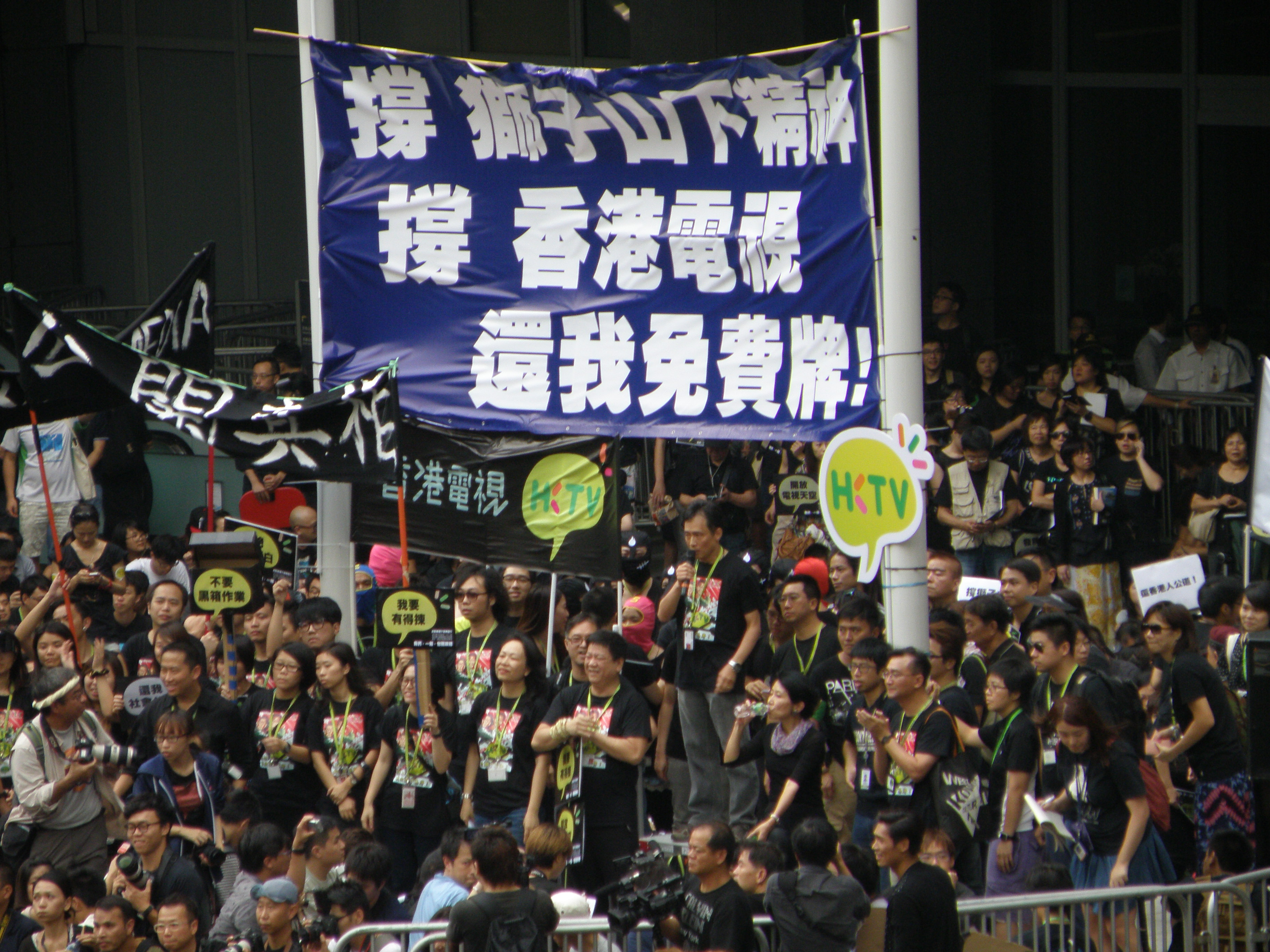
Protestas contra la decisión del gobierno de la RAEHK de negar una licencia de transmisión en abierto a Hong Kong Television.

Hong Kong Television Network Limited ( HKTV , chino :香港電視網絡有限公司) es una cadena de televisión de Hong Kong.
La aplicación de HKTV de una licencia de servicio de televisión gratuita doméstica de Hong Kong ha sido rechazada por el gobierno de Hong Kong en octubre de 2013 . Más tarde, HKTV ha adquirido la red de televisión móvil propiedad de CMHK y planeado lanzar los 2 primeros canales el 1 de julio de 2014 . HKTV también planea impugnar la decisión del gobierno de la revisión judicial.

## Historia
Fue fundada en 1992.
En enero de 2013, City Telecom tomó el nombre de HKTV.
La solicitud de licencia fue rechazada de nuevo por el Gobierno de Hong Kong el 15 de octubre de 2013 en medio de la competencia de los operadores de televisión COMM I- CABLE y PCCW de Hong Kong Television Entertainment Company Limited .Hubo una fuerte protesta contra la decisión por parte del público general.
Decenas de miles de manifestantes en las camisetas negras marcharon para pedir al gobierno que da la licencia para HKTV el 20 de octubre de 2013.
Después de que la solicitud de licencia fuese rechazada el 15 de octubre , los precios de valores de Hong Kong Television Network han bajado de 2,63 a 2,09 HKD.
El 21 de diciembre de 2013 HKTV adquirió utv y Uone, una red de televisión móvil propiedad de CMHK , y un plan para relanzar utv el 1 de julio de 2014, como HKTV . Asimismo, tiene previsto emitir a través de formato over-the -top.
El 6 de enero de 2014, HKTV ha presentado una solicitud de autorización para solicitar la revisión judicial con respecto a la decisión del Gobierno de rechazar la solicitud de HKTV para una televisión en abierto licencia de servicio de programa de producción nacional.

## Sitios web
- http://www.hktv.com.hk/big5/global/home.htm